# Cantón Tena
Cantón Tena är en kanton i Ecuador.   Den ligger i provinsen Napo, i den centrala delen av landet, 110 km sydost om huvudstaden Quito. Antalet invånare är 51 640. Arean är 3 904 kvadratkilometer.
Terrängen i Cantón Tena är bergig åt nordväst, men åt sydost är den kuperad.